# Festival di Berlino 1977

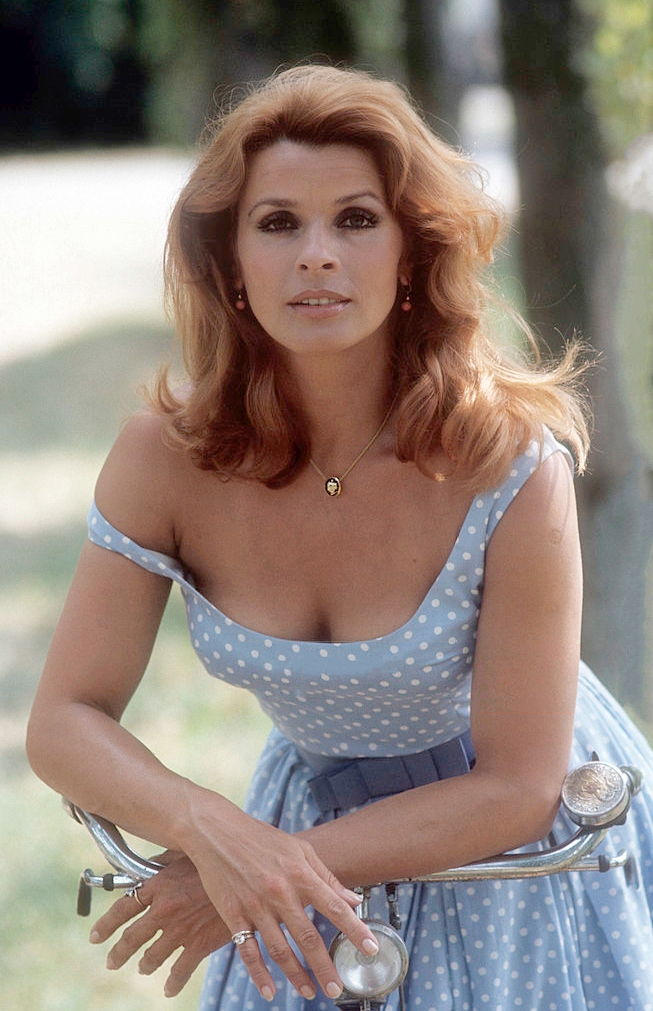
L'attrice Senta Berger, presidente della giuria internazionale.

La 27ª edizione del Festival internazionale del cinema di Berlino si è svolta a Berlino dal 24 giugno al 5 luglio 1977, con lo Zoo Palast come sede principale. Direttore del festival è stato per il primo anno Wolf Donner.
L'Orso d'oro è stato assegnato al film sovietico L'ascesa di Larisa Šepit'ko.
In questa edizione è stata presentata per la prima volta la sezione Homage (inclusa in modo regolare solo a partire dal 1991), con un programma dedicato al documentarista tedesco Wilfried Basse.
Il film di apertura del festival è stato Vecchia America di Peter Bogdanovich, proiettato fuori concorso.
Le retrospettive di questa edizione, passate per la prima volta sotto la supervisione della fondazione Deutsche Kinemathek, sono state dedicate all'attrice Marlene Dietrich e al cinema fantastico del periodo 1933-1945.

## Storia
(Senta Berger, presidente della giuria internazionale)
La nomina di Rainer Werner Fassbinder come giurato suscitò obiezioni da parte della comunità ebraica di Berlino, che aveva accusato di antisemitismo il suo dramma teatrale Der Müll, die Stadt und der Tod: «Le critiche non hanno portato Fassbinder a intuire che si trova sulla strada sbagliata... Se Fassbinder avesse avuto un po' di sensibilità per la situazione, si sarebbe dimesso di sua iniziativa». Heinz Galinski, presidente della comunità ebraica tedesca, presentò le sue obiezioni al Senato di Berlino e il 15 giugno 1976 il supervisore senatoriale Peter Nestler scrisse al sindaco Dietrich Stobbe ponendo fine alla questione: «In questa vicenda sono dell'opinione che il film di Fassbinder a cui fa riferimento il signor Galinski, Der Mull, die Stadt und der Tod, non sia antisemita. Tocca il problema della speculazione immobiliare nelle nostre moderne grandi città».
La Berlinale del 1977 fu la prima sotto la guida di Wolf Donner, già redattore del settimanale Die Zeit che era subentrato ad Alfred Bauer battendo la concorrenza, tra gli altri, di Ulrich Gregor, Ulrich Schamoni e Hans Borgelt (addetto stampa del festival). Donner apportò subito dei cambiamenti nell'organizzazione, a partire da una campagna pubblicitaria più aggressiva volta a raggiungere il pubblico più giovane. Venne data maggiore visibilità ai film tedeschi e avviata una più stretta collaborazione tra il concorso e il Forum internazionale del giovane cinema, che oltre ad un programma speciale sul Nuovo cinema tedesco incluse alcuni film del regista turco Yilmaz Güney, in carcere per reati di natura politica.
Anche i film in concorso contribuirono alla rapida accettazione del nuovo direttore, in particolare L'uomo che amava le donne di François Truffaut, Camada negra di Manuel Gutiérrez Aragón, Between the Lines di Joan Micklin Silver e Il diavolo probabilmente di Robert Bresson, al quale parte della giuria avrebbe voluto conferire la vittoria.
Maggiore spazio fu dato anche ai film provenienti dai paesi socialisti e lo stesso Donner fece un viaggio a Mosca dal quale tornò con quello di Larisa Šepit'ko, che avrebbe vinto l'Orso d'oro non senza discussioni tra i membri della giuria. La Germania Est presentò il dramma bellico Mama, Ich lebe di Konrad Wolf, elogiato da una parte della critica per la sincerità e lo stile narrativo. Henning Harmssen scrisse sul settimanale Rheinischer Merkur: «La grandezza di questo film sta nel suo scetticismo dichiarato e nel fermo rifiuto di Wolf e Kohlhaase di sviluppare una tesi economica e apodittica. Il film, indirizzato allo spettatore, affronta la questione della morale condotta in situazioni estreme».
Alla fine la stampa celebrò l'atmosfera rilassata di questa edizione e l'aumento delle presenze ne confermarono il successo.

## Giuria internazionale
- Senta Berger, attrice e produttrice (Austria) - Presidente di giuria[12]
- Ellen Burstyn, attrice (Stati Uniti)
- Helène Vager, produttrice (Francia)
- Rainer Werner Fassbinder, regista, sceneggiatore, attore e produttore (Germania Ovest)
- Derek Malcolm, giornalista e critico cinematografico (Regno Unito)
- Andrej Končalovskij, regista e sceneggiatore (Unione Sovietica)
- Ousmane Sembène, regista e sceneggiatore e scrittore (Senegal)
- Humberto Solás, regista e sceneggiatore (Cuba)
- Basilio Martín Patino, regista e sceneggiatore (Spagna)

## Selezione ufficiale

### In concorso
- Los albañiles, regia di Jorge Fons (Messico)
- El anacoreta, regia di Juan Estelrich (Spagna, Francia)
- L'ascesa (Voskhozhdenie), regia di Larisa Šepit'ko (Unione Sovietica)
- Between the Lines, regia di Joan Micklin Silver (Stati Uniti)
- Camada negra, regia di Manuel Gutiérrez Aragón (Spagna)
- Cyklopăt, regia di Hristo Hristov (Bulgaria)
- Il diavolo probabilmente (Le diable probablement), regia di Robert Bresson (Francia)
- Don's Party, regia di Bruce Beresford (Australia)
- Die Eroberung der Zitadelle, regia di Bernhard Wicki (Germania Ovest)
- Etuda o zkoušce, regia di Evald Schorm (Cecoslovacchia)
- Feniks, regia di Petar Gligorovski (Jugoslavia)
- I giorni del nostro amore (Den pro mou lásku), regia di Juraj Herz (Cecoslovacchia)
- Grete Minde, regia di Heidi Genée (Austria, Germania Ovest)
- Herkulesfürdöi emlék, regia di Pál Sándor (Ungheria)
- Hitler - Una carriera (Hitler - Eine Karriere), regia di Joachim Fest e Christian Herrendoerfer (Germania Ovest)
- Jabberwocky, regia di Terry Gilliam (Regno Unito)
- Mama, Ich lebe, regia di Konrad Wolf (Germania Est, Unione Sovietica)
- L'occhio privato (The Late Show), regia di Robert Benton (Stati Uniti)
- Ortsfremd... wohnhaft vormals Mainzerlandstraße, regia di Hedda Rinneberg e Hans Sachs (Germania Ovest)
- Porci con le ali, regia di Paolo Pietrangeli (Italia)
- Il quinto sigillo (Az ötödik pecsét), regia di Zoltán Fábri (Ungheria)
- Sentimental'nyj roman, regia di Igor' Maslennikov (Unione Sovietica)
- Tenda dos Milagres, regia di Nelson Pereira dos Santos (Brasile)
- L'uomo che amava le donne (L'homme qui aimait les femmes), regia di François Truffaut (Francia)
- Vdovstvo Karoline Zasler, regia di Matjaž Klopčič (Jugoslavia)
- Die Vertreibung aus dem Paradies, regia di Niklaus Schilling (Germania Ovest)

### Fuori concorso
- Caudillo, regia di Basilio Martín Patino (Spagna)
- Per questa notte, regia di Carlo Di Carlo (Italia)
- Vecchia America (Nickelodeon), regia di Peter Bogdanovich (Regno Unito, Stati Uniti)

### Forum internazionale del giovane cinema

#### Programma principale
- 11 x 14, regia di James Benning (Stati Uniti, Canada)
- Also es war so..., regia di Karin Thome (Germania Ovest, Austria)
- America, regia di Karin Thome (Germania Ovest)
- L'assassinio di un allibratore cinese (The Killing of a Chinese Bookie), regia di John Cassavetes (Stati Uniti)
- Aus einem deutschen Leben, regia di Theodor Kotulla (Germania Ovest)
- Balla, ragazza, balla (Dance, Girl, Dance), regia di Dorothy Arzner (Stati Uniti)
- Belcanto oder Darf eine Nutte schluchzen?, regia di Robert van Ackeren (Germania Ovest)
- Caminando pasos... caminando, regia di Federico Weingartshofer (Messico)
- Ceddo, regia di Ousmane Sembène (Senegal)
- Chiedo la parola (Prošu slova), regia di Gleb Panfilov (Unione Sovietica)
- La Coquille et le Clergyman, regia di Germaine Dulac (Francia)
- De cierta manera, regia di Sara Gómez (Cuba)
- La donna di Parigi (A Woman of Paris: A Drama of Fate), regia di Charlie Chaplin (Stati Uniti)
- Etnocidio: Notas sobre el Mezquital, regia di Paul Leduc (Messico, Canada)
- Die Früchte der Arbeit, regia di Alexander J. Seiler (Svizzera)
- Fuga da Hollywood (The Last Movie), regia di Dennis Hopper (Stati Uniti)
- Ha-Makah Hashmonim V'Echad, regia di David Bergman, Jacques Ehrlich e Haim Gouri (Israele)
- Hamlet, regia di Celestino Coronado (Regno Unito)
- Harlan County, USA, regia di Barbara Kopple (Stati Uniti)
- Historia de un documento, regia di Óscar Menéndez Zavala (Messico)
- Ici et ailleurs, regia di Jean-Luc Godard e Anne-Marie Miéville (Francia)
- Khake Sar Beh Mohr, regia di Marva Nabili (Iran)
- Kilenc hónap, regia di Márta Mészáros (Ungheria)
- Kristina Talking Pictures, regia di Yvonne Rainer (Stati Uniti)
- Mababangong bangungot, regia di Kidlat Tahimik (Filippine)
- Mädchen in Wittstock, regia di Volker Koepp (Germania Est)
- Moi, Pierre Rivière (Moi, Pierre Rivière, ayant égorgé ma mère, ma sœur et mon frère...), regia di René Allio (Francia)
- News from Home, regia di Chantal Akerman (Francia, Belgio, Germania Ovest)
- Nous aurons toute la mort pour dormir, regia di Med Hondo (Mauritania, Francia)
- Padre padrone, regia di Paolo e Vittorio Taviani (Italia)
- Los perros hambrientos, regia di Luis Figueroa (Perù)
- Riddles of the Sphinx, regia di Laura Mulvey e Peter Wollen (Regno Unito)
- Scenes from the Class Struggle in Portugal, regia di Robert Kramer e Philip J. Spinelli (Stati Uniti)
- La sorridente signora Beudet (La souriante Madame Beudet), regia di Germaine Dulac (Francia)
- Unsichtbare Gegner, regia di Valie Export (Austria)
- Il villaggio del peccato (Baby rjazanskie), regia di Ivan Pravov e Ol'ga Preobraženskaja (Unione Sovietica)
- Wieder in Wittstock, regia di Volker Koepp (Germania Est)
- Wienfilm 1896-1976, regia di Ernst Schmidt Jr. (Austria)

- I film di Yilmaz Güney
- Agit, regia di Yilmaz Güney (Turchia)
- Endise, regia di Şerif Gören e Yilmaz Güney (Turchia)
- Umut, regia di Şerif Gören e Yilmaz Güney (Turchia)
- Zavallilar, regia di Yilmaz Güney e Atif Yilmaz (Turchia)

- I film del Kartemquin Collective
- The Chicago Maternity Center Story, regia di Jerry Blumenthal, Suzanne Davenport, Sharon Karp, Jennifer Rohrer e Gordon Quinn (Stati Uniti)
- Trick Bag, regia di Peter Kuttner, Jerry Blumenthal e Susan Delson (Stati Uniti)

#### Il Nuovo cinema tedesco
- L'amico americano (Der amerikanische Freund), regia di Wim Wenders (Germania Ovest, Francia)
- Baker's Bread (Das Brot des Bäckers), regia di Erwin Keusch (Germania Ovest)
- Beer Chase (Bierkampf), regia di Herbert Achternbusch (Germania Ovest)
- Bomber & Paganini, regia di Nicos Perakis (Austria, Germania Ovest)
- Die Brüder, regia di Wolf Gremm (Germania Ovest)
- Cuore di vetro (Herz aus Glas), regia di Werner Herzog (Germania Ovest)
- Eintracht Borbeck - Alltag einer Fußballmannschaft, regia di Suzanne Beyeler, Rainer März e Manfred Stelzer (Germania Ovest)
- The Elixirs of the Devil (Die Elixiere des Teufels), regia di Manfred Purzer (Germania Ovest)
- Erikas Leidenschaften, regia di Ula Stöckl (Germania Ovest)
- Fluchtversuch, regia di Vojtěch Jasný (Germania Ovest, Austria)
- Gefundenes Fressen, regia di Michael Verhoeven (Germania Ovest)
- Der gekaufte Traum, regia di Eduard Gernart e Helga Reidemeister (Germania Ovest)
- Heinrich, regia di Helma Sanders-Brahms (Germania Ovest)
- Ich bin ein Antistar - Das skandalöse Leben der Evelyn Künneke, regia di Rosa von Praunheim (Germania Ovest)
- John Heartfield, Fotomonteur, regia di Helmut Herbst (Germania Ovest)
- Kreutzer, regia di Klaus Emmerich (Germania Ovest)
- Lagado, regia di Werner Nekes (Germania Ovest)
- Die Menschen, die das Staufer-Jahr vorbereiten, regia di Maximiliane Mainka e Alexander Kluge (Germania Ovest)
- Mensch Mutter, regia di Peter Wehage (Germania Ovest)
- Misfire (Fehlschuß), regia di Rainer Boldt (Germania Ovest)
- North Sea Is Dead Sea (Nordsee ist Mordsee), regia di Hark Bohm (Germania Ovest)
- Ob's stürmt oder schneit, regia di Wolfgang Berndt e Doris Dörrie (Germania Ovest)
- Ora zero (Stunde Null), regia di Edgar Reitz (Germania Ovest)
- Petty Thieves (Eierdiebe), regia di Michael Fengler (Germania Ovest)
- Regola di gioco per un film sugli anabattisti (Spielregel für einen Wiedertäuferfilm), regia di Georg Brintrup (Germania Ovest)
- A Rose: That's What Life Is All About (C'est la vie, Rose), regia di Hans-Christof Stenzel (Germania Ovest)
- Rosinen im Kopf, regia di Theo Gallehr e Rita Quittek (Germania Ovest)
- Roulette cinese (Chinesisches Roulette), regia di Rainer Werner Fassbinder (Germania Ovest, Francia)
- Ruhestörung. Ereignisse in Berlin 1967, regia di Hans Dieter Müller e Günther Hörmann (Germania Ovest)
- Solo per scherzo, solo per gioco (Nur zum Spaß, nur zum Spiel), regia di Volker Schlöndorff (Germania Ovest)
- The Standard (Die Standarte), regia di Ottokar Runze (Germania Ovest)
- Tagebuch eines Liebenden, regia di Sohrab Shahid-Saless (Germania Ovest)
- Tausend Lieder ohne Ton, regia di Claudia Holldack (Germania Ovest)
- Der Umsetzer, regia di Benno Trautmann (Germania Ovest)
- Unordnung und frühes Leid, regia di Franz Seitz Jr. (Germania Ovest)
- Wer will krank sein auf der Welt?, regia di Maximiliane Mainka (Germania Ovest)
- Die Wildente, regia di Hans W. Geißendörfer (Germania Ovest, Austria)
- Zensur, prodotto dal gruppo Workshop 88a della Deutsche Film- und Fernsehakademie Berlin (Germania Ovest)
- Zu böser Schlacht schleich ich heut Nacht so bang, regia di Alexander Kluge (Germania Ovest)

### Retrospettive

#### Marlene Dietrich (parziale)
- L'angelo azzurro (Der blaue Engel), regia di Josef von Sternberg (Germania)
- Capriccio spagnolo (The Devil Is a Woman), regia di Josef von Sternberg (Stati Uniti)
- Desiderio (Desire), regia di Frank Borzage (Stati Uniti)
- Disonorata (Dishonored), regia di Josef von Sternberg (Stati Uniti)
- L'imperatrice Caterina (The Scarlet Empress), regia di Josef von Sternberg (Stati Uniti)
- Marocco (Morocco), regia di Josef von Sternberg (Stati Uniti)
- La nave degli uomini perduti (Das Schiff der verlorenen Menschen), regia di Maurice Tourneur (Germania, Francia)
- Shanghai Express, regia di Josef von Sternberg (Stati Uniti)
- Tragödie der Liebe, regia di Joe May (Germania)
- Venere bionda (Blonde Venus), regia di Josef von Sternberg (Stati Uniti)

## Premi

### Premi della giuria internazionale
- Orso d'oro: L'ascesa di Larisa Šepit'ko
- Orso d'argento, gran premio della giuria: Il diavolo probabilmente di Robert Bresson
- Orso d'argento: Herkulesfürdöi emlék di Pál Sándor e Los albañiles di Jorge Fons
- Orso d'argento per il miglior regista: Manuel Gutiérrez Aragón, per Camada negra
- Orso d'argento per la migliore attrice: Lily Tomlin, per L'occhio privato di Robert Benton
- Orso d'argento per il miglior attore: Fernando Fernán Gómez, per El anacoreta di Juan Estelrich
- Orso d'oro per il miglior cortometraggio: Ortsfremd... wohnhaft vormals Mainzerlandstraße di Hedda Rinneberg e Hans Sachs
- Orso d'argento, premio della giuria (cortometraggi): ex aequo Feniks di Petar Gligorovski e Etuda o zkousce di Evald Schorm

### Premi delle giurie indipendenti
- Premio FIPRESCI: L'ascesa di Larisa Šepit'ko e Yilmaz Güney per l'insieme delle sue opere
Premio FIPRESCI (Forum): Mababangong bangungot di Kidlat Tahimik
- Premio OCIC: L'ascesa di Larisa Šepit'ko
Raccomandazioni: Ortsfremd... wohnhaft vormals Mainzerlandstraße di Hedda Rinneberg e Hans Sachs, Il diavolo probabilmente di Robert Bresson, Herkulesfürdöi emlék di Pál Sándor e I giorni del nostro amore di Juraj Herz
Premio OCIC (Forum): Nous aurons toute la mort pour dormir di Med Hondo
Raccomandazioni: Mababangong bangungot di Kidlat Tahimik e Kilenc hónap di Márta Mészáros
- Premio CIDALC: Herkulesfürdöi emlék di Pál Sándor
Raccomandazione speciale: Vdovstvo Karoline Zasler di Matjaž Klopčič
- Premio INTERFILM:[13] Il diavolo probabilmente di Robert Bresson
Premio INTERFILM Otto Dibelius: Between the Lines di Joan Micklin Silver
Raccomandazione: Herkulesfürdöi emlék di Pál Sándor
Menzione speciale: L'ascesa di Larisa Šepit'ko, Mama, Ich lebe di Konrad Wolf e Cyklopăt di Hristo Hristov
Raccomandazione (cortometraggi): Ortsfremd... wohnhaft vormals Mainzerlandstraße di Hedda Rinneberg e Hans Sachs
Premio INTERFILM (Forum): Ceddo di Ousmane Sembène e Moi, Pierre Rivière di René Allio
Grand Prix INTERFILM (Forum): Padre padrone di Paolo e Vittorio Taviani
Raccomandazioni (Forum): Mababangong bangungot di Kidlat Tahimik e Umut di Şerif Gören e Yilmaz Güney
Menzione speciale (Forum): Chiedo la parola di Gleb Panfilov e Mädchen in Wittstock di Volker Koepp

### Premi dei lettori
- Premio dei lettori della Berliner Morgenpost: Between the Lines di Joan Micklin Silver